# Lijst van in oorlogsgebied omgekomen Nederlandse journalisten
Dit is een onvolledige lijst van Nederlandse journalisten die zijn omgekomen bij hun werkzaamheden in een oorlogsgebied of conflictsituatie.
| Nr | Naam             | Werkgever                       | Datum             | Land        | Plaats               | overlijden                                                                        |
| -- | ---------------- | ------------------------------- | ----------------- | ----------- | -------------------- | --------------------------------------------------------------------------------- |
| 1  | Koos Koster      | IKON                            | 17 maart 1982     | El Salvador | Chalatenango         | hinderlaag Salvadoraans leger                                                     |
| 2  | Jan Kuiper       | IKON                            | 17 maart 1982     | El Salvador | Chalatenango         | hinderlaag Salvadoraans leger                                                     |
| 3  | Joop Willemsen   | IKON                            | 17 maart 1982     | El Salvador | Chalatenango         | hinderlaag Salvadoraans leger                                                     |
| 4  | Hans ter Laag    | IKON                            | 17 maart 1982     | El Salvador | Chalatenango         | hinderlaag Salvadoraans leger                                                     |
| 5  | Cornel Lagrouw   | IKON                            | 19 maart 1989     | El Salvador | San Francisco Javier | cameraman, doodgeschoten door Salvadoraanse soldaat                               |
| 6  | Sander Thoenes   | Financial Times, Vrij Nederland | 21 september 1999 | Oost-Timor  | Dili                 | doodgeschoten door pro-Indonesische militie                                       |
| 7  | Stan Storimans   | RTL Nieuws                      | 12 augustus 2008  | Georgië     | Gori                 | cameraman, omgekomen bij Russisch bombardement tijdens Russisch-Georgische Oorlog |
| 8  | Jeroen Oerlemans | Knack                           | 2 oktober 2016    | Libië       | Sirte                | fotograaf, doodgeschoten door scherpschutter van IS                               |